# Kitaguchi Akira
{{nihongo|
Kitaguchi Akira (sinh ngày 8 tháng 3 năm 1935) là một cầu thủ bóng đá người Nhật Bản.

## Đội tuyển bóng đá quốc gia Nhật Bản
Kitaguchi Akira thi đấu cho ĐTQG Nhật từ năm 1958 đến 1959.

## Thống kê sự nghiệp
| Đội tuyển bóng đá Nhật Bản | Đội tuyển bóng đá Nhật Bản | Đội tuyển bóng đá Nhật Bản |
| Năm                        | Trận                       | Bàn                        |
| -------------------------- | -------------------------- | -------------------------- |
| 1958                       | 3                          | 1                          |
| 1959                       | 7                          | 0                          |
| Tổng cộng                  | 10                         | 1                          |